# Złota Piłka FIFA 2011
Złota Piłka FIFA 2011 to nagroda, która została przyznana 9 stycznia 2012 roku w Zurychu w Szwajcarii.

## Zwycięzcy

### FIFA Ballon d’Or
| Miejsce | Zawodnik          | Państwo    | Klub         | Punkty |
| ------- | ----------------- | ---------- | ------------ | ------ |
| 1       | Lionel Messi      | Argentyna  | FC Barcelona | 47,88% |
| 2       | Cristiano Ronaldo | Portugalia | Real Madryt  | 21,6%  |
| 3       | Xavi              | Hiszpania  | FC Barcelona | 9,23%  |

20 zawodników nominowanych do nagrody FIFA Ballon d’Or 2011:
| Miejsce | Zawodnik               | Państwo    | Klub                              | Punkty |
| ------- | ---------------------- | ---------- | --------------------------------- | ------ |
| 4       | Andrés Iniesta         | Hiszpania  | FC Barcelona                      | 6,01%  |
| 5       | Wayne Rooney           | Anglia     | Manchester United                 | 2,31%  |
| 6       | Luis Alberto Suárez    | Urugwaj    | AFC Ajax / Liverpool              | 1,48%  |
| 7       | Diego Forlán           | Urugwaj    | Atlético Madryt / Inter Mediolan  | 1,43%  |
| 8       | Samuel Eto’o           | Kamerun    | Inter Mediolan / Anży Machaczkała | 1,34%  |
| 9       | Iker Casillas          | Hiszpania  | Real Madryt                       | 1,29%  |
| 10      | Neymar                 | Brazylia   | Santos FC                         | 1,12%  |
| 11      | Mesut Özil             | Niemcy     | Real Madryt                       | 0,76%  |
| 12      | Wesley Sneijder        | Holandia   | Inter Mediolan                    | 0,72%  |
| 13      | Thomas Müller          | Niemcy     | Bayern Monachium                  | 0,64%  |
| 14      | David Villa            | Hiszpania  | FC Barcelona                      | 0,53%  |
| 15      | Bastian Schweinsteiger | Niemcy     | Bayern Monachium                  | 0,50%  |
| 16      | Xabi Alonso            | Hiszpania  | Real Madryt                       | 0,48%  |
| 17      | Sergio Agüero          | Argentyna  | Atlético Madryt / Manchester City | 0,48%  |
| 18      | Éric Abidal            | Francja    | FC Barcelona                      | 0,36%  |
| 19      | Dani Alves             | Brazylia   | FC Barcelona                      | 0,34%  |
| 20      | Karim Benzema          | Francja    | Real Madrid                       | 0,34%  |
| 21      | Cesc Fàbregas          | Hiszpania  | Arsenal / FC Barcelona            | 0,29%  |
| 22      | Nani                   | Portugalia | Manchester United                 | 0,26%  |
| 23      | Gerard Piqué           | Hiszpania  | FC Barcelona                      | 0,22%  |

### Najlepsza piłkarka
| Miejsce | Zawodniczka  | Państwo           | Klub                   | Punkty |
| ------- | ------------ | ----------------- | ---------------------- | ------ |
| 1       | Homare Sawa  | Japonia           | INAC Kobe Leonessa     | 28,51% |
| 2       | Marta        | Brazylia          | Western New York Flash | 17,28% |
| 3       | Abby Wambach | Stany Zjednoczone | magicJack              | 13,26% |

7 zawodniczek nominowanych do nagrody Zawodniczki Roku FIFA 2011:
| Miejsce | Zawodniczka        | Państwo           | Klub                   | Punkty |
| ------- | ------------------ | ----------------- | ---------------------- | ------ |
| 4       | Aya Miyama         | Japonia           | Okayama Yunogō Belle   | 12,18% |
| 5       | Hope Solo          | Stany Zjednoczone | magicJack              | 7,83%  |
| 6       | Lotta Schelin      | Szwecja           | Lyon Ladies            | 4,85%  |
| 7       | Kerstin Garefrekes | Niemcy            | FFC Frankfurt          | 4,73%  |
| 8       | Alex Morgan        | Stany Zjednoczone | Western New York Flash | 4,34%  |
| 9       | Louisa Nécib       | Francja           | Lyon Ladies            | 3,21%  |
| 10      | Sonia Bompastor    | Francja           | Lyon Ladies            | 2,99%  |

### Najlepszy trener
| Miejsce | Trener          | Państwo    | Zespół            | Punkty |
| ------- | --------------- | ---------- | ----------------- | ------ |
| 1       | Josep Guardiola | Hiszpania  | FC Barcelona      | 41,92% |
| 2       | Alex Ferguson   | Szkocja    | Manchester United | 15,61% |
| 3       | José Mourinho   | Portugalia | Real Madryt       | 12,43% |

### Najlepsza trenerka
| Miejsce | Trenerka     | Państwo | Zespół  | Punkty |
| ------- | ------------ | ------- | ------- | ------ |
| 1       | Norio Sasaki | Japonia | Japonia | 45,57% |
| 2       | Pia Sundhage | Szwecja | USA     | 15,83% |
| 3       | Bruno Bini   | Francja | Francja | 10,28% |

### FIFA/FIFPro World XI
| Pozycja | Zawodnik          | Państwo    | Klub              |
| ------- | ----------------- | ---------- | ----------------- |
| BR      | Iker Casillas     | Hiszpania  | Real Madryt       |
| OB      | Dani Alves        | Brazylia   | FC Barcelona      |
| OB      | Gerard Piqué      | Hiszpania  | FC Barcelona      |
| OB      | Sergio Ramos      | Hiszpania  | Real Madryt       |
| OB      | Nemanja Vidić     | Serbia     | Manchester United |
| PO      | Xabi Alonso       | Hiszpania  | Real Madryt       |
| PO      | Andrés Iniesta    | Hiszpania  | FC Barcelona      |
| PO      | Xavi              | Hiszpania  | FC Barcelona      |
| NA      | Cristiano Ronaldo | Portugalia | Real Madryt       |
| NA      | Lionel Messi      | Argentyna  | FC Barcelona      |
| NA      | Wayne Rooney      | Anglia     | Manchester United |

### Nagroda FIFA Puskás
| Miejsce | Zawodnik     | Państwo   | Zespół            | Punkty |
| ------- | ------------ | --------- | ----------------- | ------ |
| 1       | Neymar       | Brazylia  | Santos FC         |        |
|         | Lionel Messi | Argentyna | FC Barcelona      |        |
|         | Wayne Rooney | Anglia    | Manchester United |        |

### Nagroda Prezydenta FIFA
- Alex Ferguson

### Nagroda FIFA Fair Play
- Japan Football Association